# 데니즈 액데니즈
데니즈 액데니즈(Deniz Akdeniz, 1990년 5월 16일 ~ )는 오스트레일리아의 배우이다.
멜버른에서 태어났다.

## 출연 작품
- 더 웨딩 파티 (2016년)
- 특별수사대 (2014년) - 타릭 역
- 워터 디바이너 (2014년) - 이맘 역
- 프랑켄슈타인: 불멸의 영웅 (2014년) - 바라첼 역
- 크리스틴스 크리스마스 패스트 (2013년)
- 워 오브 투모로우 (2010년) - 호머 얀노스 역

### 텔레비전
- 그레이스랜드 (2014)